# Comuna Mihăileni, Harghita
Mihăileni (în maghiară: Csikszentmihály) este o comună în județul Harghita, Transilvania, România, formată din satele Livezi, Mihăileni (reședința), Nădejdea și Văcărești.

## Demografie
Componența etnică a comunei Mihăileni
     Maghiari (77,21%)
     Români (13,88%)
     Romi (1,97%)
     Alte etnii (0,23%)
     Necunoscută (6,71%)
Componența confesională a comunei Mihăileni
     Romano-catolici (77,02%)
     Ortodocși (13,58%)
     Alte religii (2,31%)
     Necunoscută (7,1%)
Conform recensământului efectuat în 2021, populația comunei Mihăileni se ridică la 2.593 de locuitori, în scădere față de recensământul anterior din 2011, când fuseseră înregistrați 2.644 de locuitori. Majoritatea locuitorilor sunt maghiari (77,21%), cu minorități de români (13,88%) și romi (1,97%), iar pentru 6,71% nu se cunoaște apartenența etnică. Din punct de vedere confesional, majoritatea locuitorilor sunt romano-catolici (77,02%), cu o minoritate de ortodocși (13,58%), iar pentru 7,1% nu se cunoaște apartenența confesională.

## Politică și administrație
Comuna Mihăileni este administrată de un primar și un consiliu local compus din 11 consilieri. Primarul, László Dobos[*], de la Uniunea Democrată Maghiară din România, este în funcție din 1 noiembrie 2024. Începând cu alegerile locale din 2024, consiliul local are următoarea componență pe partide politice:
|  | Partid                                 | Consilieri | Componența Consiliului | Componența Consiliului | Componența Consiliului | Componența Consiliului | Componența Consiliului | Componența Consiliului | Componența Consiliului |
|  | -------------------------------------- | ---------- | ---------------------- | ---------------------- | ---------------------- | ---------------------- | ---------------------- | ---------------------- | ---------------------- |
|  | Uniunea Democrată Maghiară din România | 7          |                        |                        |                        |                        |                        |                        |                        |
|  | Alianța Maghiară din Transilvania      | 3          |                        |                        |                        |                        |                        |                        |                        |
|  | Alianța pentru Unirea Românilor        | 1          |                        |                        |                        |                        |                        |                        |                        |

## Monumente
- Biserica romano-catolică „Sf. Mihail” din Mihăileni